# Джайпур (аэропорт)
Международный аэропорт Джайпу́р (каннада:जयपुर अन्तर्राष्ट्रीय हवाई अड्डा, англ. Jaipur International Airport) (ИАТА: JAI, ИКАО: VIJP) — международный аэропорт, обслуживающий город Джайпур, столицу штата Раджастхан. В 2015 году Международный аэропорт Джайпур был объявлен как лучший аэропорт в мире в категории от 2 до 5 миллионов пассажиров в год. Аэропорт расположен в 13 км от Джайпура. Аэропорту был присвоен статус международного аэропорта 29 декабря 2005 года.

## Инфраструктура
Новый терминал, площадью 22 950 м², был открыт 1 июля 2009 года. Выходы на посадку выполнены из песчаника и камней наряду с картинами раджастанских на стенах. Взлетно-посадочная полоса была расширена в июле 2015 года. Расширение взлётно-посадочной полосы позволяет аэропорту для размещения широкофюзеляжных самолетов.

## Грузовые перевозки
С июля 2012 года, Терминал 1 был закрыт для пассажирских перевозок и был перестроен для обработки исключительно грузовых операций. Грузовой терминал находится рядом со старым зданием пассажирского терминала и имеет площадь около 700 квадратных метров.

## Происшествия
- 18 февраля 1969 года Douglas DC-3 VT-CJH авиакомпании Indian Airlines разбился при взлёте. Самолет был перегружен и взлёт был либо с подветренной стороны или с боковым ветром. Все 30 человек на борту выжили[2].
- 5 января 2014 года, рейс АI-890, летевший в Дели через Гувахати был перенаправлена в аэропорт Джайпура из-за сильного тумана в Дели. Задняя шина самолета лопнула при посадке, повредив правое крыло. Самолет получил значительные повреждения, и самолет был списан. Все 173 пассажиров и 6 членов экипажа выжили[3].